# Prepad na Luftvafe
Prepad na Luftwaffe je 10. epizoda stripa Poručnik Tara objavljena premijerno u bivšoj Jugoslaviji u reviji Zlatni kliker br. 18. godine 1976. Cena sveske bila je 6 dinara. Epizoda je imala 16 strana. Epizodu je nacrtao Bane Kerac, a scenario napisao Svetozar Obradović. Epizoda je nastala u 1976. godine.

## Kratak sadržaj
(Ovaj odeljak možete proširiti dodavanjem sadržaja.22.07.2019)